# زارع أباد (غرمي)
زارع أباد (بالإنجليزية: Zareabad, Ardabil)‏ هي منطقة سكنية تقع في أردبيل في إيران. يقدر عدد سكانها بـ 119 نسمة .